# Vomit Remnants
Vomit Remnants är ett japanskt brutal death metal-band från Tokyo, bildat 1997. Vomit Remnants är sajnat på skivbolaget Unique Leader Records, grundat 1999, som har drygt 60 band i sitt stall.

## Nuvarande medlemmar
- Keisuke Tsuboi – trummor (1997–2001, 2004–2007, 2015–)
- Toshiyasu Kusayanagi – sång (1999–2001, 2016–)
- Kei Ishida – gitarr, basgitarr (2005–2007, 2015–)

## Diskografi (urval)
Studioalbum
- Supreme Entity (1999)
- Hyper Groove Brutality (2017)

EP
- Indefensible Vehemence (2001)

Samlingsalbum
- Supreme Vehemence (2005)

Demoer
- In the Name of Vomit (1997)
- Brutally Violated (1998)
- In the Name of Vomit/Brutally Violated (1998)
- Promo 2004 (2004)
- Promo 2005 (2005)